# Тарпан
Тарпан (Equus ferus ferus), също познат като Евразийски див кон, е изчезнал вид див кон. Последният екземпляр, за който се предполага, че е бил от този вид, умира в условия на плен в Русия през 1909 г. Някои източници твърдят, че въпросният екземпляр не е бил истински тарпан поради приликите му с домашен кон.
След 1930 г. са правени опити да се създаде подобна порода чрез селективно развъждане. В резултат се появяват породите Heck и Konik, които имали примитивен вид поради специфичния цвят на козината им – Grullo. В днешни дни комерсиалният пазар некоректно представя тези коне като тарпани, но запознатите с историята на древните диви коне могат да открият разликите и наричат с това име само изчезналия вече вид.

## Име и етимология
Името „тарпан“ или „тарпани“ произлиза от тюркските езици, киргизстански или казашки, и означава „див кон“.
В днешни дни терминът неправилно се употребява за предците на днешния домашен кон, Equus ferus.